# Gesetzesändernde Verordnung
Die gesetzesändernde Verordnung  ist eine Verordnung, die direkt auf eine verfassungsgesetzliche Grundlage gestützt und daher ohne einfachgesetzliche Ermächtigung erlassen werden kann (daher auch "verfassungsunmittelbare gesetzesändernde Verordnung". Gegensatz dazu: Durchführungsverordnung bzw. Vollziehungsverordnung).
Die gesetzesändernde Verordnung wird daher in der Regel zur Abänderung eines formell korrekt und bereits erlassenen Gesetzes erlassen (siehe dazu das Modell des Stufenbaus der Rechtsordnung).
Es wird bei den selbständigen Verordnungen in
- gesetzesvertretende Verordnungen,
- gesetzesergänzende Verordnungen,
- gesetzesändernde Verordnungen

unterschieden.
Gesetzesändernde Verordnungen sind jedenfalls unzulässig, soweit sie gegen Grundnormen der Verfassung verstoßen.

## Beispiele
Beispiel für eine gesetzesändernde Anordnung kann unter Umständen eine auf Grundlage eines Notverordnungsrechtes erlassene Verordnung sein (vgl. z. B. Notbestimmungen der Österreichischen Bundesverfassung oder Art 10 Liechtensteinische Landesverfassung).
Durch die gesetzesändernde Notverordnung wird direkt das formelle Gesetz abgeändert. Teilweise steht eine solche gesetzesändernde Notverordnung unter dem Vorbehalt der späteren Zustimmung des gesetzgebenden Organes.
Gemeinden in Österreich werden durch Art. 118 zur Erlassung ortspolizeilicher Verordnungen (im Rahmen der gesetzlichen Schranken) ermächtigt.

## Verweise
1. ↑   BGE 103 IV 192, E. 2a: Eine Vollziehungsverordnung darf nicht über den Rahmen hinausgehen, den das Gesetz absteckt. Die Vollziehungsverordnung hat die Funktion Bestimmungen des Gesetzes zu präzisieren, gegebenenfalls echte Lücken zu füllen und, soweit notwendig, das anwendbare Verfahren festzulegen. Die Vollziehungsverordnung enthält daher keine neuen Vorschriften, welche den Anwendungsbereich eines Gesetzes ausdehnt und Rechte der Normunterworfenen beschränkt oder diesen Verpflichtungen auferlegt.
2. ↑  Siehe dazu auch Art 97 Abs. 2 und 3 B-VG bezüglich eines Notverordnungsrechts der Landesregierungen der österreichischen Bundesländer.